# Bartini Beriev VVA-14
De Bartini Beriev VVA-14 is een experimenteel vliegtuig dat in de jaren 70 in de Sovjet-Unie door Beriev werd gebouwd. Robert Bartini was de ontwerper van dit toestel.
De VVA-14 is een amfibisch VTOL-vliegtuig met straalaandrijving. VVA staat voor вертикально-взлётная амфибия (Vertikalno-Vzlotnaja Amfibija), vrij vertaald: verticaal opstijgend amfibievliegtuig. Het vliegtuig is ontworpen om vanaf het water te opereren en met hoge snelheid lange afstanden te overbruggen. Het vliegtuig zou in staat moeten zijn op grote hoogte te vliegen. Ook moest de VVA-14 net zoals een ekranoplan heel efficiënt net boven het wateroppervlak 'vliegen' door gebruik te maken van het grondeffect. Een van de taken van de VVA-14 zou het vernietigen van met Polarisraketten bewapende Amerikaanse onderzeeërs zijn.